# Uvejret
Uvejret (russisk: Гроза) er en sovjetisk film fra 1933 af Vladimir Petrov.

## Medvirkende
- Alla Tarasova som Katerina Kabanova
- Ivan Tjuveljov som Tikhon Kabanov
- Mikhail Tsarjov som Boris Grigorjevitj
- Varvara Massalitinova som Marfa Ignatovna Kabanova
- Irina Zarubina som Barbara Kabanova